# 奇利克·毛尔吉特
奇利克·毛尔吉特（匈牙利語：Csillik Margit，1914年11月18日—2007年10月21日），匈牙利女子竞技体操运动员。她曾代表匈牙利获得1936年夏季奥运会体操比赛女子团体全能铜牌。她于2007年在布达佩斯去世。